# José Antonio Marín (futbolista)
José Antonio Marín (Colón, Panamá, 12 de octubre de 1979) es un futbolista panameño. Juega en la posición de portero y su equipo actual es el Club Deportivo Plaza Amador de la Liga Panameña de Fútbol.

## Trayectoria
Debutó en 2001 siendo el arquero suplente del Árabe Unido. Ha hecho toda su carrera futbolística con el Expreso Azul hasta cuando fue fichado por el Plaza Amador. Ha ganado varios títulos de LPF todos con el Árabe Unido.

## Clubes
| Club         | País   | Año           |
| ------------ | ------ | ------------- |
| Árabe Unido  | Panamá | 2001-2011     |
| Plaza Amador | Panamá | 2012-presente |

## Campeonatos nacionales
| Título                | Club        | País   | Año  |
| --------------------- | ----------- | ------ | ---- |
| Anaprof Apertura 2004 | Árabe Unido | Panamá | 2004 |
| Anaprof Clausura 2004 | Árabe Unido | Panamá | 2004 |
| Clausura 2008         | Árabe Unido | Panamá | 2008 |
| Apertura II 2009      | Árabe Unido | Panamá | 2009 |
| Clausura 2010         | Árabe Unido | Panamá | 2010 |